# Billy Wright (lleialista)
Billy Wright (Wolverhampton, Anglaterra, 7 de juliol de 1960 - Presó de Maze, Irlanda del Nord, 27 de desembre de 1997), conegut com a King Rat (Rei Rata), va ser un destacat paramilitar lleialista de l'Ulster, d'origen anglès, durant el conflicte nord-irlandès conegut com a The Troubles.
Es va unir a la Força Voluntària de l'Ulster (UVF) el 1975. Després de passar diversos anys a la presó, Wright va reprendre les seves activitats a la UVF i es va convertir en comandant de la Brigada Mid-Ulster a mitjans dels anys noranta, prenent el relleu de Robin "el Xacal " Jackson. Segons la Royal Ulster Constabulary (RUC), Wright va participar en l'assassinat sectari de fins a vint catòlics, tot i que mai no va ser condemnat per cap. S'ha al·legat que Wright, com el seu predecessor, era un agent de la Special Branch (SB), una unitat contraterrorista de la RUC.
Wright va atreure una considerable atenció dels mitjans de comunicació durant l'enfrontament de Drumcree, i va defensar el desig de l'Orde d'Orange de desfilar per la seva ruta tradicional a la zona catòlica nacionalista de Portadown, la seva ciutat natal. El 1994, la UVF i altres grups paramilitars van declarar un alto el foc. Però el juliol de 1996, la unitat de Wright va trencar l'alto el foc i va dur a terme diversos atacs, inclòs un assassinat sectari. Per a això, Wright i la seva unitat de Portadown de la Brigada Mid-Ultser van ser defenestrats per la direcció de la UVF. Wright ser expulsat de la UVF i amenaçat amb l'execució si no sortia d'Irlanda del Nord. Wright va ignorar les amenaces i, juntament amb molts dels seus seguidors, va formar desafiant la Força Voluntària Lleialista (LVF), convertint-se en el seu líder. El grup va dur a terme una sèrie d'assassinats de civils catòlics. El març de 1997 va ser enviat a la presó de Maze per haver amenaçat de mort una dona. Mentre estava empresonat, Wright va continuar dirigint les activitats de la LVF. Al desembre d'aquell any, va ser assassinat a l'interior de la presó per presoners de l'Exèrcit Irlandès d'Alliberament Nacional (INLA). La LVF va dur a terme una onada d'atacs sectaris com a represàlia. Es va especular que les autoritats van col·laborar en el seu assassinat, ja que era una amenaça per al procés de pau d'Irlanda del Nord, que Wright i la LVF van rebutjar directament. Una investigació no va trobar cap prova d'això, però va concloure que hi havia greus deficiències per part de les autoritats de la presó.
A causa de la seva postura intransigent com a defensor del lleialisme de l'Ulster i l'oposició al procés de pau, Wright és considerat com un heroi de culte, una icona i un màrtir pels lleialistes més radicals.